# یاورنیتسا
یاورنیتسا (به بلغاری: Yavornitsa) روستایی در بلغارستان است که در شهرستان پتریچ واقع شده‌است.